# Bryophyllum rolandi-bonapartei
Bryophyllum rolandi-bonapartei là một loài thực vật có hoa trong họ Crassulaceae. Loài này được (Raym.-Hamet & Perrier) Govaerts miêu tả khoa học đầu tiên năm 1996.